# Lista de pinturas de Silva Porto

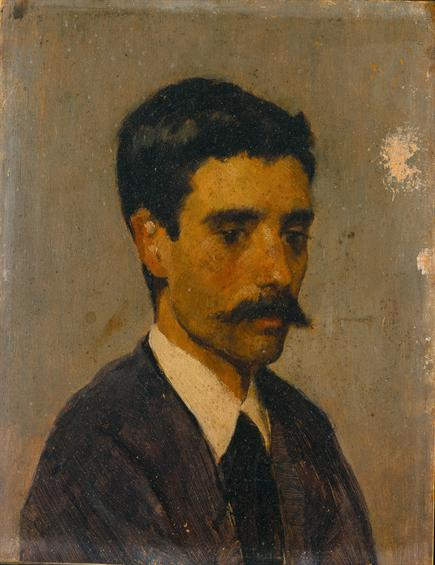
Autorretrato (1870-73) de Silva Porto

Esta é uma lista de pinturas de Silva Porto, lista não exaustiva das pinturas deste pintor português, mas tão só das que como tal se encontram registadas na Wikidata.
A lista está ordenada pela data da publicação de cada pintura. Como nas outras listas geradas a partir da Wikidata, os dados cuja designação se encontra em itálico apenas têm ficha na Wikidata, não tendo ainda artigo próprio criado na Wikipédia.
Silva Porto, nome que adoptou, nasceu no Porto, em 1850, e faleceu em Lisboa, em 1893, com apenas 43 anos. Frequentou a Academia Portuense de Belas-Artes a partir de 1865. Em 1873 partiu para França para estudar na companhia de Marques de Oliveira, tendo viajado pela Itália entre 1877 e 1878. De regresso a Portugal rege a cadeira de Paisagem da Academia de Lisboa, em substituição de Tomás da Anunciação, tendo desempenhado um papel relevante no meio artístico português na introdução e divulgação da nova estética do Naturalismo. As suas paisagens foram colhidas um pouco por todo o país, tendo privilegiado o mundo rural que registou em inúmeros quadros de paisagens em que se inserem pessoas e animais em tarefas do quotidiano.
| Imagem | Título                                           | Data de publicação | Retrata                                        | Coleção                                        | Descrito em |
| ------ | ------------------------------------------------ | ------------------ | ---------------------------------------------- | ---------------------------------------------- | ----------- |
|        | Auto-retrato                                     | 1870               | António da Silva Porto                         | Museu Nacional de Arte Contemporânea do Chiado |             |
|        | Saloias                                          | 1870               |                                                |                                                |             |
|        | Portinho de Arrábida (Setúbal)                   | 1870               | praia                                          | Museu Nacional de Belas Artes                  |             |
|        | Cabeça de Menina                                 | 1870               |                                                | Museu Nacional de Belas Artes                  |             |
|        | O Poço Velho (Odivelas)                          | 1870               |                                                | Museu Nacional de Belas Artes                  |             |
|        | Mulher montada sobre um burrinho                 | 1870               |                                                | Museu Nacional de Belas Artes                  |             |
|        | Barco em terra                                   | 1870               |                                                | Novo Banco                                     |             |
|        | Margens do Oise                                  | 1874               | Rio Oise                                       | Casa-Museu Dr. Anastácio Gonçalves             |             |
|        | Rua de Barbizon                                  | 1874               | Barbizon                                       | Casa-Museu Dr. Anastácio Gonçalves             |             |
|        | Mulher da Bretanha                               | 1874               |                                                | Casa-Museu Dr. Anastácio Gonçalves             |             |
|        | Margens do Oise                                  | 1874               | Rio Oise                                       | Casa-Museu Dr. Anastácio Gonçalves             |             |
|        | Paisagem com cabana (França)                     | 1874               |                                                | Casa-Museu Dr. Anastácio Gonçalves             |             |
|        | A Infanta Margarida (cópia de óleo de Velásquez) | 1874               | Margarida Teresa de Habsburgo                  | Casa-Museu Dr. Anastácio Gonçalves             |             |
|        | As margens do Oise, em Auvers (Seine-et-Oise)    | 1876               |                                                | Museu Nacional de Soares dos Reis              |             |
|        | Paisagem Representando a Planície                | 1876               |                                                | Museu Nacional de Soares dos Reis              |             |
|        | Pequeno Esboço de Paisagem                       | 1876               |                                                | Museu Nacional de Soares dos Reis              |             |
|        | Pequena Fiandeira Napolitana                     | 1877               | mulher spinner Ciociaro costume                | Museu Nacional de Arte Contemporânea do Chiado |             |
|        | Nú (Itália)                                      | 1877               |                                                | Casa-Museu Dr. Anastácio Gonçalves             |             |
|        | Rua do Castelo de Passignano (Itália)            | 1877               | Passignano sul Trasimeno                       | Casa-Museu Dr. Anastácio Gonçalves             |             |
|        | Interior de Igreja (Itália)                      | 1877               |                                                | Casa-Museu Dr. Anastácio Gonçalves             |             |
|        | Un Petit Malheur                                 | 1878               |                                                | Museu Nacional de Soares dos Reis              |             |
|        | Charneca de Belas ao Pôr-do-Sol                  | 1879               | Belas Mulheres trabalhador                     | Museu Nacional de Arte Contemporânea do Chiado |             |
|        | Paisagem com Vista de Sintra                     | 1879               |                                                | Museu de José Malhoa                           |             |
|        | Paisagem com Palácio da Pena                     | 1879               |                                                | Casa-Museu Dr. Anastácio Gonçalves             |             |
|        | As Lavadeiras. Tapada da Ajuda                   | 1879               | Tapada da Ajuda lavadeira                      | Casa-Museu Dr. Anastácio Gonçalves             |             |
|        | Lavadeira, Tapada da Ajuda                       | 1879               | Tapada da Ajuda lavadeira                      | Casa-Museu Dr. Anastácio Gonçalves             |             |
|        | Charneca Alentejana                              | 1880               |                                                | Casa-Museu Dr. Anastácio Gonçalves             |             |
|        | A Moliceira                                      | 1881               |                                                | Casa-Museu Dr. Anastácio Gonçalves             |             |
|        | Praia da Póvoa de Varzim                         | 1881               | Póvoa de Varzim                                | Casa-Museu Dr. Anastácio Gonçalves             |             |
|        | Praia de Póvoa de Varzim                         | 1881               | praia Póvoa de Varzim                          | Casa-Museu Dr. Anastácio Gonçalves             |             |
|        | Paisagem (com macieiras em flor e camponesa)     | 1881               |                                                | Casa-Museu Dr. Anastácio Gonçalves             |             |
|        | Paisagem (Torres Vedras)                         | 1881               |                                                | Casa-Museu Dr. Anastácio Gonçalves             |             |
|        | Charneca de Belas                                | 1881               |                                                | Casa-Museu Dr. Anastácio Gonçalves             |             |
|        | Malvaíscos                                       | 1881               | Althaea officinalis                            | Casa-Museu Dr. Anastácio Gonçalves             |             |
|        | Azenha do moinho (Estudo)                        | 1881               |                                                | Casa-Museu Dr. Anastácio Gonçalves             |             |
|        | Paisagem com arvoredo e casas                    | 1881               |                                                | Casa-Museu Dr. Anastácio Gonçalves             |             |
|        | Primavera                                        | 1882               |                                                | Casa-Museu Dr. Anastácio Gonçalves             |             |
|        | Pôr-do-Sol (Alcochete)                           | 1882               | pôr do sol                                     | Casa-Museu Dr. Anastácio Gonçalves             |             |
|        | Canoas (Setúbal)                                 | 1883               |                                                | Casa-Museu Dr. Anastácio Gonçalves             |             |
|        | No Areinho, Douro                                | 1884               |                                                | Museu Nacional de Soares dos Reis              |             |
|        | A Ceifa                                          | 1884               |                                                | Casa-Museu Dr. Anastácio Gonçalves             |             |
|        | A Salmeja                                        | 1884               |                                                | Museu de José Malhoa                           |             |
|        | Vila do Conde                                    | 1884               | Vila do Conde                                  | Casa-Museu Dr. Anastácio Gonçalves             |             |
|        | Moinho do Estevão, Alcochete                     | 1885               |                                                | Casa-Museu Dr. Anastácio Gonçalves             |             |
|        | A volta do mercado                               | 1886               |                                                | Museu Nacional de Arte Contemporânea do Chiado |             |
|        | Azenha, margens do Ave                           | 1887               | moinho de água Rio Ave                         | Museu Nacional de Arte Contemporânea do Chiado |             |
|        | Queda de água (Vizela)                           | 1887               |                                                | Museu Nacional de Soares dos Reis              |             |
|        | Eira de Massamá                                  | 1887               | eira cavalo                                    | Casa-Museu Dr. Anastácio Gonçalves             |             |
|        | Azenha                                           | 1887               |                                                | Museu Nacional de Arte Contemporânea do Chiado |             |
|        | Caminho, Coimbrões                               | 1891               | Coimbrões                                      | Casa-Museu Dr. Anastácio Gonçalves             |             |
|        | Cancela, Serreleis (Minho)                       | 1891               |                                                | Casa-Museu Dr. Anastácio Gonçalves             |             |
|        | Lugar do Prado (Santa Marta-Minho)               | 1892               |                                                | Casa-Museu Dr. Anastácio Gonçalves             |             |
|        | Na Beira-Mar (Setúbal)                           | 1892               |                                                | Casa-Museu Dr. Anastácio Gonçalves             |             |
|        | Barca de passagem em Serreleis, Minho            | 1892               | Serreleis Rio Lima                             | Casa-Museu Dr. Anastácio Gonçalves             |             |
|        | Colheita - Ceifeiras (Lumiar)                    | 1893               | colheita Mulheres                              | Museu Nacional de Soares dos Reis              |             |
|        | Conduzindo o rebanho (Arredores de Lisboa)       | 1893               | ovelha pastor de ovelhas donkey estrada mulher | Museu Nacional de Soares dos Reis              |             |
|        | Paisagem                                         | 1893               |                                                | Museu de José Malhoa                           |             |
|        | Cena Rural                                       | 1895               |                                                | Museu Mariano Procópio                         |             |
|        | Moinho do Gregório                               | século XIX         |                                                | Museu de José Malhoa                           |             |
|        | Sem título (Paisagem)                            |                    |                                                | Museu Mariano Procópio                         |             |

∑ 60 items.
1. ↑  «Porto, António Carvalho da Silva (1850-1893)». Museu Nacional de Soares dos Reis. 24 de Junho de 2018. Consultado em 4 de dezembro de 2018